# Modèle de Biot
Pour les articles homonymes, voir Biot.
Le modèle de Biot est un modèle physique dont le but est de modéliser le comportement mécanique des matériaux poreux ou poro-élastiques. Il est nommé d'après son inventeur, le physicien belge Maurice Anthony Biot. On trouve encore parfois la dénomination de modèle de Biot-Allard dans le cas où il est appliqué aux matériaux acoustiques bien qu'une terminologie plus précise ait été mise en place et popularisée par le site APMR .

## Les matériaux poreux
Ces matériaux sont constitués d'un squelette solide comportant des pores remplis du fluide environnant (de l'air pour l'acoustique, de l'eau en géologie...)
Les matériaux poreux sont les mousses, les laines de verre, les feutres, les roches poreuses...

## Paramètres de Biot
Dans ce modèle, un matériau est caractérisé par un certain nombre de paramètres :

### Des paramètres élastiques
Dans l'hypothèse d'un matériau isotrope, ces paramètres sont :
- La masse volumique du squelette (notée en général {\displaystyle \rho })
- Le module de Young du squelette dans le vide (noté en général {\displaystyle E})
- Le coefficient de Poisson du squelette dans le vide (noté en général {\displaystyle \nu })
- L'amortissement structural (noté en général {\displaystyle \eta })

### Des paramètres acoustiques
Dans le cas d'un modèle dit de Johnson-Champoux-Allard (JCA)  :
- La porosité (notée en général {\displaystyle \Phi _{P}}), égale à la fraction volumique occupée par le fluide dans le poreux
- La résistivité (notée en général {\displaystyle \sigma _{R}}), exprimée en général en {\displaystyle N.s.m^{-4}}, qui représente l'intensité avec laquelle le poreux s'oppose au passage du fluide
- La tortuosité (notée en général {\displaystyle \alpha }), supérieure à 1, qui représente le rapport entre la distance entre deux points en suivant les chemins définis par les pores, et la distance entre les deux points "à vol d'oiseau"
- La longueur caractéristique visqueuse (notée en général {\displaystyle \Lambda }), représentant l'échelle où se produisent les phénomènes de dissipation visqueuse.
- La longueur caractéristique thermique (notée en général {\displaystyle \Lambda '}), représentant l'échelle où se produisent les phénomènes de dissipation thermique, toujours supérieure à la précédente.

## Utilisations
Il est utilisé notamment en acoustique, pour calculer l'isolation et l'absorption acoustique offerte par les mousses et laines de verres, très fréquemment utilisées pour l'isolation acoustique dans le bâtiment et l'industrie des transports (automobile, ferroviaire, aéronautique).